# Svenska Paramountorkestern

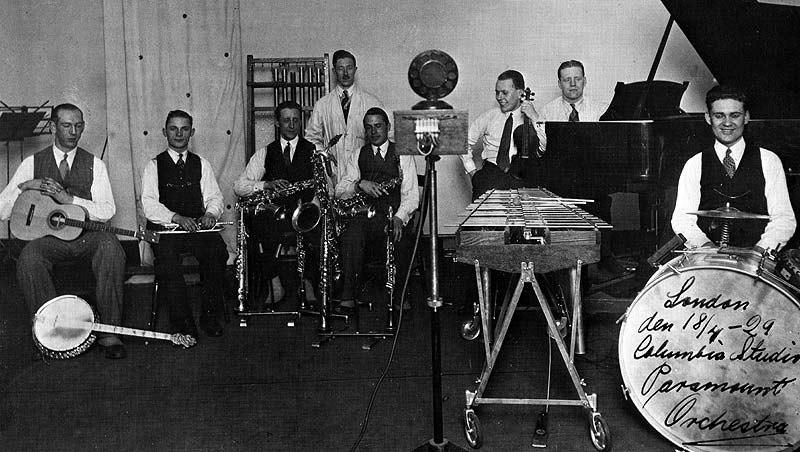
Paramountorkestern 1929. Från vänster: Jean Paban, Gösta "Smyget" Redlig, Nisse Lind, Anders Soldén och Folke "Göken" Andersson.

Svenska Paramountorkestern var en av de första rikskända svenska orkestrarna som spelade jazz.

## Historik
Orkestern bildades 1926 av violinisten Folke "Göken" Andersson. Första spelningen var på Tranebergs dansbana. I oktober reste bandet med M/S Gripsholm tur och retur till New York. Under uppehållet fick de tillfälle att lyssna till och inspireras av jazzstorheter som Bix Beiderbecke, Frankie Trumbauer och Joe Venuti. Namnet fick orkestern då den spelade på biografen Olympia i Stockholm, och eftersom det var populärt utverkades tillstånd från filmbolaget Paramount att använda det även i fortsättningen. Folke "Göken" Andersson var den som arrangerade för orkestern, och kom med idéer till solon. 
Hösten 1928 började orkestern spela in skivor på skivbolaget Columbia och de fortsatte även under 1929. Numerären varierade från sju till tio. Flera av samtidens främsta svenska jazzmusiker medverkade. I de olika besättningarna fanns bland andra Thore Jederby kontrabas, Folke Eriksberg gitarr,  Walter Larsson (Skånska Lasse Jr) och Nisse Lind piano samt Gösta "Smyget" Redlig trumpet. När orkestern upplöstes 1930 hade den gjort omkring 100 skivinspelningar.